# Frechilla
Frechilla település Spanyolországban, Palencia tartományban. Frechilla Fuentes de Nava és Guaza de Campos községekkel határos. Lakosainak száma 136 fő (2024).

## Népesség
A település népessége az elmúlt években az alábbi módon változott:
| Lakosok száma | 269  | 249  | 231  | 208  | 195  | 187  | 159  | 147  | 136  | 136  |
|               | 2001 | 2004 | 2007 | 2009 | 2012 | 2014 | 2017 | 2019 | 2022 | 2024 |